# Parassitosi delirante
La parassitosi delirante, nota anche come parassitosi allucinatoria o infestazione delirante o sindrome di Ekbom, è un disturbo delirante in cui gli individui credono erroneamente di essere infestati da parassiti o insetti, mentre in realtà non è presente alcuna infestazione. Gli individui con parassitosi delirante solitamente riferiscono allucinazioni tattili note come formicazione, una sensazione simile a insetti che strisciano sopra o sotto la pelle.
Questa convinzione delirante è relativamente frequente nei casi di abuso di sostanze stupefacenti, in particolare cocaina e metanfetamina, o come effetto collaterale di alcuni psicofarmaci.
Diversa dalla microzoopsia che è una allucinazione visiva che si osserva nella sindrome da astinenza acuta alcolica, quando è presente il delirium tremens, consistente nella visione di piccoli animali (insetti, ragni, serpenti, topi) che si muovono attorno al soggetto.
Spesso la persona colpita da questa sindrome si colpisce e si gratta per eliminare il prurito e gli "insetti", provocandosi irritazioni cutanee, vesciche da sfregamento, bolle e ferite sanguinanti. Queste lesioni vengono poi talvolta esibite come "prove" della reale presenza di parassiti. Peli e capelli col relativo follicolo strappati dallo sfregamento possono essere incorporati nelle ferite e scambiati per insetti (il follicolo con la ghiandola sebacea può assomigliare ad un verme), analogamente a quanto può accadere con fibre di vestiti, staccatesi anch'esse a causa dello sfregamento. Le parti di fibre sfilacciate possono apparire come "zampe" o "antenne", rafforzando l'allucinazione sugli insetti.
La parassitosi delirante è l'interpretazione più comune del cosiddetto morbo di Morgellons, patologia dalla dubbia esistenza reale. È spesso associata alla sindrome di Wittmaack-Ekbom (o Restless legs syndrome).

## Terapia
Il trattamento della parassitosi delirante prevede psicoterapia associata con farmaci antipsicotici quali il Pimozide. A questi trattamenti è necessario associare una terapia dermatologica per evitare il peggioramento delle lesioni che il paziente si provoca.